# Moxie
Moxie "nervtonikum" är en läskedryck som skapades ca 1876 av Augustin Thompson.   Den anses vara världens äldsta läskedryck.[källa behövs]

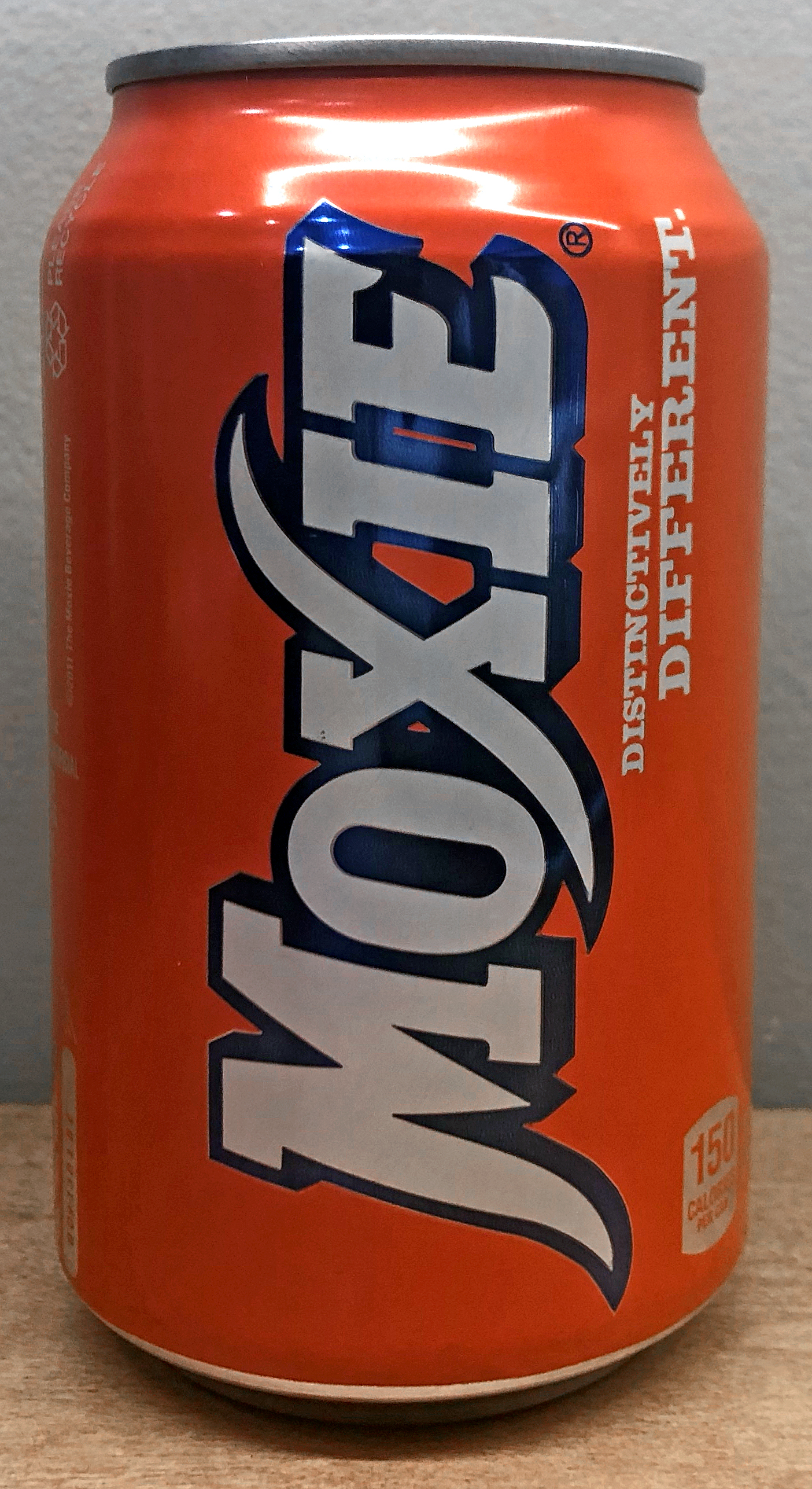
En burk Moxie.

Den lär smaka som Root beer med tillsats av Angostura bitter, och innehåller bland annat
gentianarotsextrakt. På senare år har den blivit alltmer utkonkurrerad av bland andra Coca-Cola och säljs numera mest i trakterna kring New England. Moxie utsågs 2005 till Maines officiella dryck.
Den amerikanska humortidningen Mad Magazine använde sig i många år av företagets logotyp på de mest varierande platser.

## Galleri

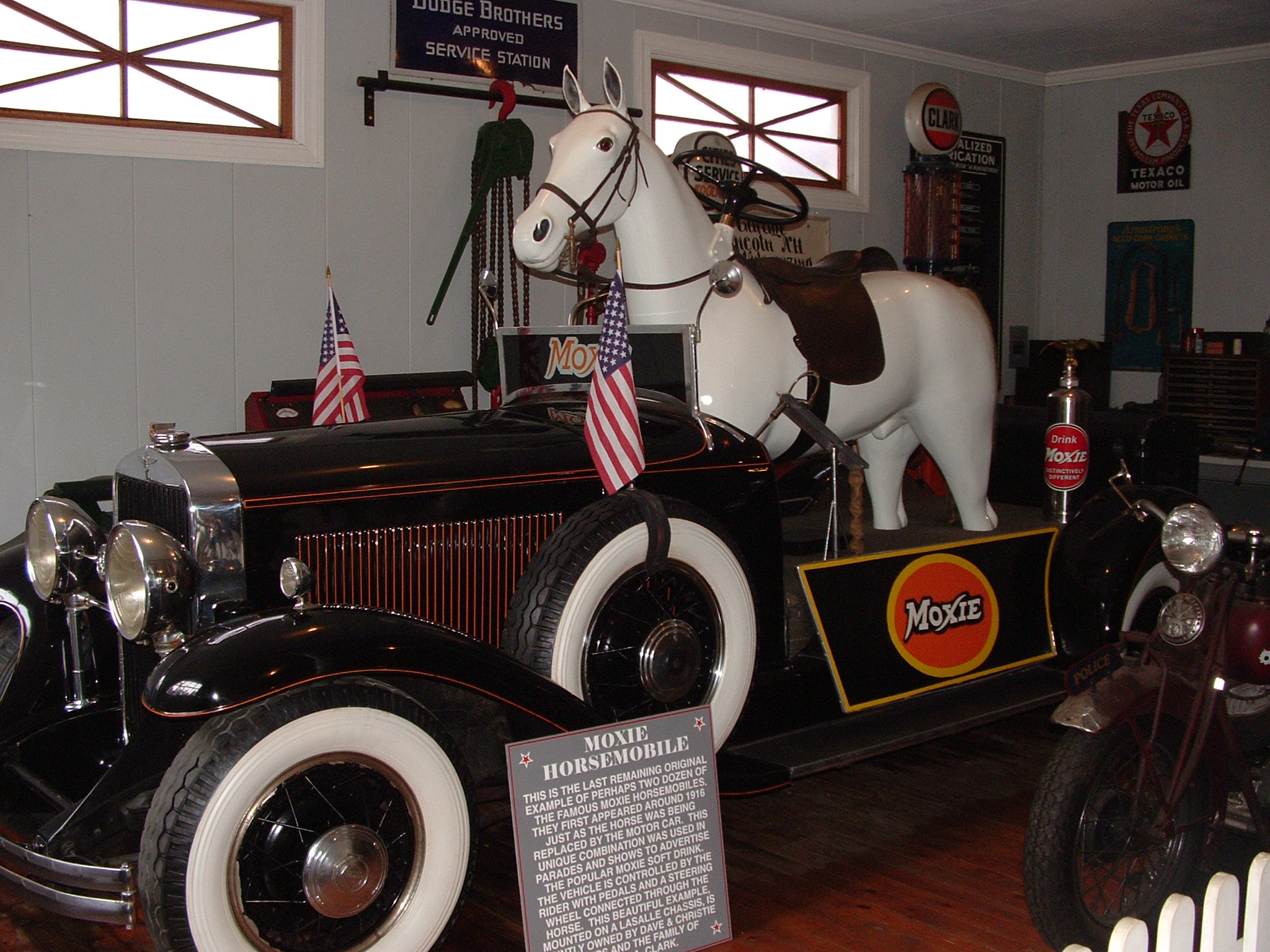
En bil med reklam för Moxie.
- En reklamsång för Moxie från 1921.